# Adani (cognome)
Adani è un cognome di lingua italiana.

## Varianti
Il cognome non presenta varianti.

## Origine e diffusione
Il cognome è tipicamente emiliano-romagnolo.
Potrebbe derivare dal prenome Ada, a sua volta derivato dal tedesco adal, "nobiltà": questo elemento è comune anche ai nomi Adolfo e Alberto e, di conseguenza, ai cognomi Adolfi e Alberti, da essi derivati.

## Persone
- Carmela Adani (1899 – 1965) – scultrice italiana
- Daniele Adani (1974) – telecronista sportivo ed ex calciatore italiano
- Gabriele Angelo Adani (1927-1993) – presbitero, giornalista e saggista italiano